# Verner Goldschmidt
Verner Goldschmidt (14. september 1916 i København – 28. august 1982 i Søllerød) var dansk retssociolog, professor i kultursociologi, dr.jur.

## Baggrund
Verner Goldschmidt var søn af kunsthistoriker, maler Ernst Goldschmidt (1879-1959) og Karen Cosman Levysohn (1888-1951), datter af overretssagfører Konrad Cosman Levysohn og Ellen Heyman.
Han var bror til:
- Ervin Goldschmidt (1910-1936)
- Gertrud Goldschmidt (1923-19-)
- Hanne Abrahams (1929 -

## Grønland
Verner Goldschmidt var en periode landsdommer i Grønland og spillede en stor rolle i udviklingen af en moderne grønlandsk kriminallov, der tog vidtgående hensyn til de særlige forhold i lokalsamfundene.
Senere var han den første professor i faget kultursociologi på Københavns Universitet, og betragtes som grundlægger af faget kultursociologi i Danmark.
Efter nogle år forlod han faget for i stedet at etablere et institut i samfundsfag på Danmarks Tekniske Højskole; det nuværende Danmarks Tekniske Universitet.
Han er nedsat i de ukendtes græsgange på Søllerød Kirkegård.

## Familie
Gift 1. gang 8. maj 1940 i Gentofte med professor, dr.jur. Agnete Weis Bentzon (født 12. april 1918 i Hellerup (gift 2. gang 1963 med professor Niels Torben Agersnap, født 1922), datter af højesteretspræsident Asbjørn Drachmann Bentzon (1887-1960) og Eva Judithe Weis (1890-1984). Ægteskabet blev opløst 1959.
Gift 2. gang 29. december 1960 i Bergen med lektor, cand.philol. Gerd Amalie Johanne Svarstad (født 5. december 1928 i Bergen), datter af oberstløjtnant Isak Svarstad (1896-1972) og Lisa Klokk (1891-1964).
Børn:
- Per Bentzon Goldschmidt (1943 - 2013)
- Ditte Bentzon Goldschmidt (1945 - )
- Jeanne Goldschmidt Kempinski (1947 - )
- Lars Bentzon Goldschmidt (1955 - )
- Karen Lisa Goldschmidt Salamon (1964 - )

## Værker
Retlig adfærd. Doktordisputats 1957
- Gruppe og samfund, under medvirken af Leif Christensen, København 1969. Bogen er én af de første, der præsenterer kultursociologien på dansk grund.
- Konflikt uden vold, København: Gyldendal 1970. Bogen er et sociologisk studie over magtudøveres løsning af voldelige konflikter.